# JR貨物タキ1100形貨車
JR貨物タキ1100形貨車（JRかもつタキ1100がたかしゃ）は、1997年（平成9年）から1998年（平成10年）に24両が日本車輌製造にて製作された、37 t積のフライアッシュおよび炭酸カルシウム専用のタンク車（私有貨車）である。
車籍は日本貨物鉄道（JR貨物）、所有者はUBE（旧:宇部興産）の子会社である宇部興産セメントサービス（旧:宇部レールサポート）である。

## 概要
ホキ1000形に続くフライアッシュおよび炭酸カルシウム専用の貨車であり、タンク車では初の往路と復路で異なる積荷を輸送する貨車である。また、粉体輸送の私有貨車では初の軸重15 tを許容した車両でもある。

## 構造

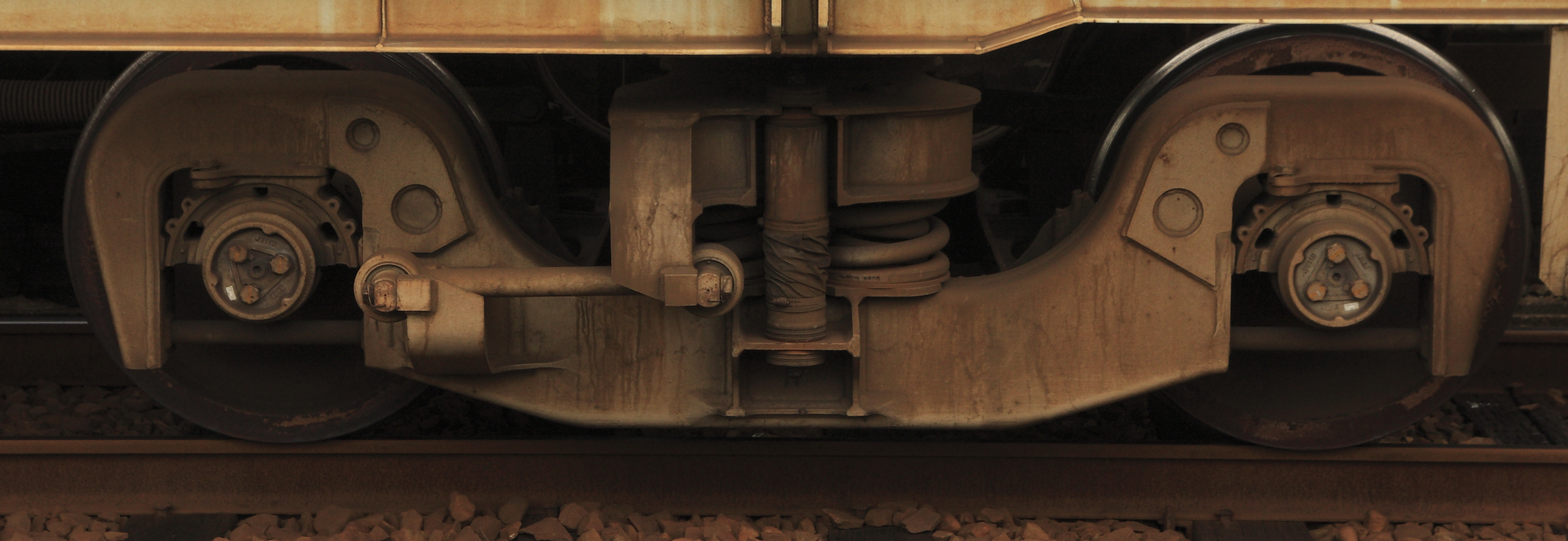
FT23形台車

車体は14 m級で、全長は14,500 mm、台枠長さは13,700 mm、台車中心間距離は10,100 mmである。タンク体は耐候性高張力鋼製の異径胴タイプで、タンク寸法は両端部直径が2,050 mm、中央部直径が2,900 mm、長さは12,835 mmとなっている。車体塗装は薄青色である。
荷役方式はエアスライドを併用した圧送荷役方式で、積込口は中央に1ヶ所ある。車端部には排気管がある。
台車はタキ1000形のFT21形を元にばね特性を変更したFT23形で、軸間距離は1,900 mm、車輪径は810 mmである。最高速度は95 km/hである。

## 運用

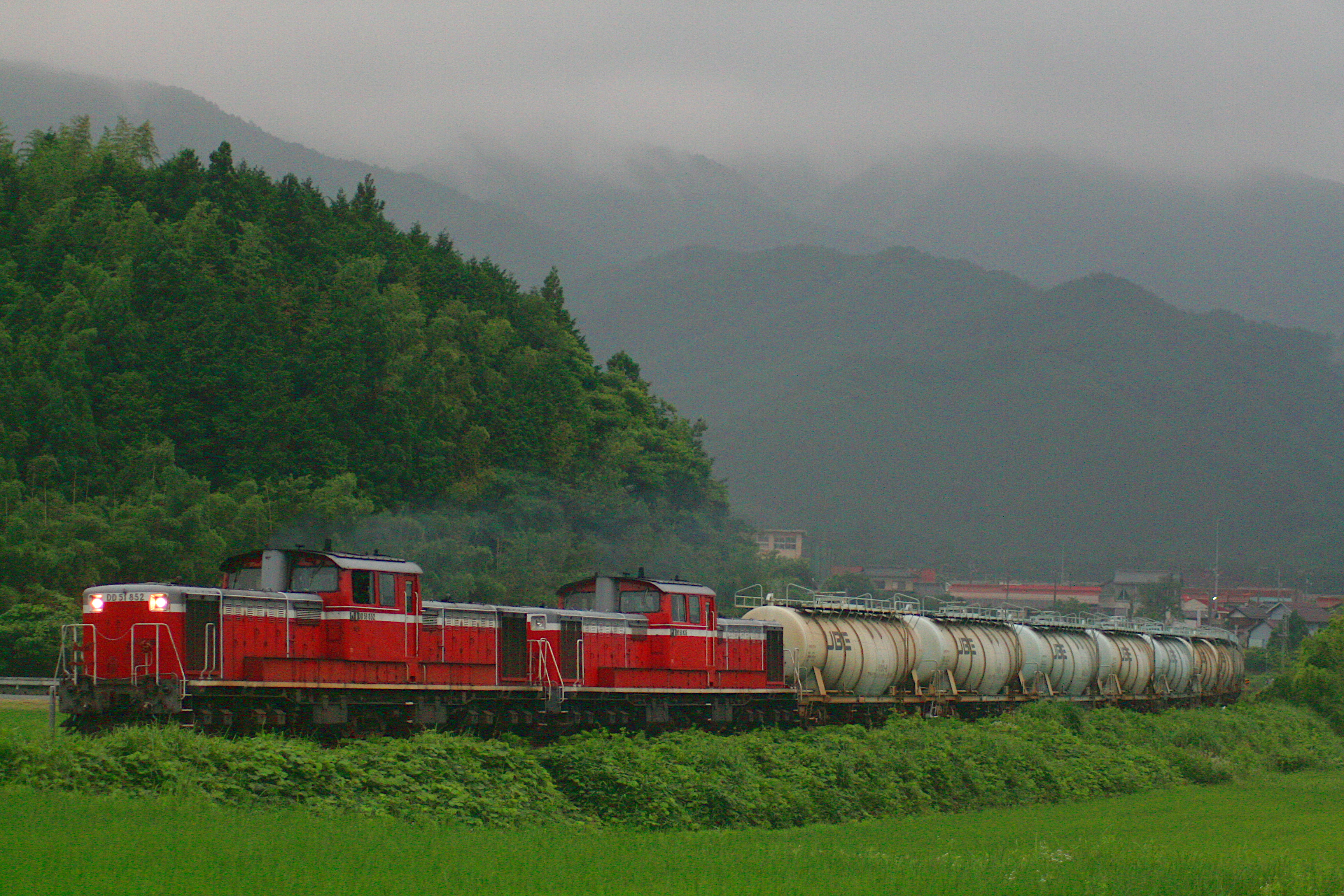
DD51形が牽引して山口線を走るタキ1100形

本形式は美祢線美祢駅に常備され、美祢駅にある宇部興産（現：UBE）伊佐工場から山陰本線岡見駅にある中国電力三隅発電所へ炭酸カルシウムを、岡見駅から美祢駅へフライアッシュを相互輸送していた。この貨物列車は「岡見貨物」と通称された。
岡見貨物は1998年6月15日に営業運転を開始した。編成は最大11両編成で、牽引機はDD51形（当時は厚狭機関区所属）が使用された。山陽本線・山口線経由で運行され、山口線内はDD51形の重連で牽引された。
2013年7月の山口・島根豪雨では山口線が不通になり、「岡見貨物」は長期運休の措置がとられ、トラックによる代替輸送に切り替えていた。更に同年10月に発生した三隅発電所のトラブルに伴い貨物運送自体が取り止められた。宇部興産が2013年度末に更新時期を迎える輸送契約の更新を行わないことにより、山口線の復旧を待たずに貨物輸送がそのまま廃止となった。山口線は2014年4月1日付けで日本貨物鉄道の第二種鉄道事業が廃止された。
2022年（令和4年）現在、全車解体され形式消滅状態である。